# Дайр-эз-Заур

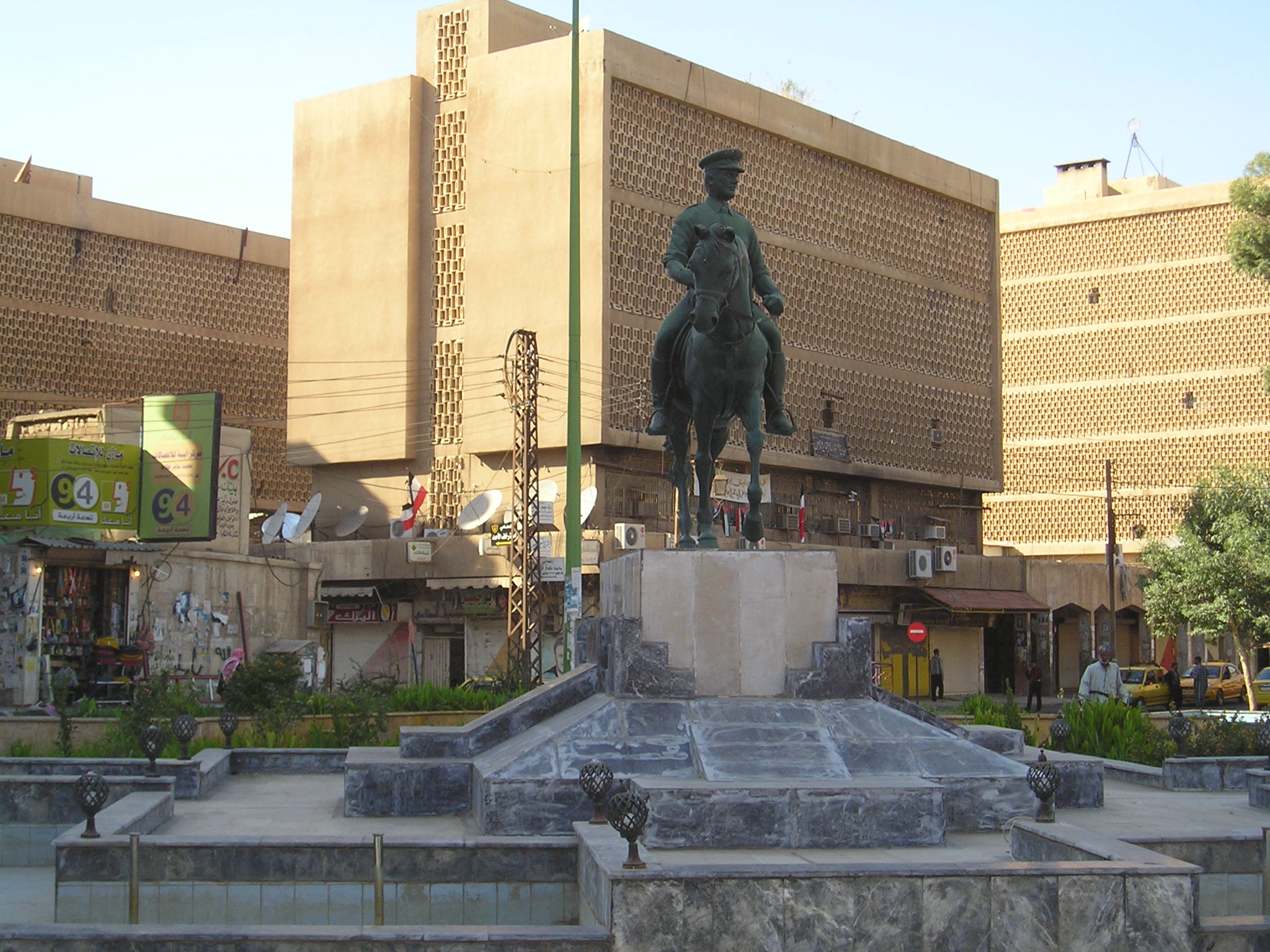
Площадь Революции 8 марта с памятником Джасиму Альвану

Дайр-эз-Заур, также Дейр-эз-Зор (араб. دير الزور‎; сир. ܕܝܪܐ ܙܥܘܪܬܐ Дайра Зеорта) — город на северо-востоке Сирии, административный центр мухафазы Дайр-эз-Заур (Дейр-эз-Зор).
Расположен на правом берегу реки Евфрат. Транспортный узел на речном пути Эр-Ракка — Багдад и автотрассе Пальмира — Фадгами. Расстояние до Дамаска — около 432 км, до Алеппо — около 320 км.
До гражданской войны в Сирии город называли Жемчужиной пустыни. В ходе войны он подвергся серьёзным разрушениям. По данным переписи 2004 года, население города насчитывало около 212 тысяч человек. За время боевых действий значительная доля жителей покинула поселение.

## Название
Арабское название города заимствовано из сирийского Дайра Зеорта, что означает «маленькое поселение, монастырь».

## История
В 85 км к юго-востоку от города находится археологический памятник Дура-Европос — римская крепость на Евфрате, а в 120 км в том же направлении — остатки древнего города Мари. В эпоху Римской империи это был важный торговый пункт между Римом и Индией.
В III веке был завоёван Зенобией и был присоединён к царству Пальмиры. В дальнейшем входил в состав сменявших друг друга государств этого региона.
В XIII веке был разрушен монголами, вторгшимися на Ближний Восток.
Нынешний город был построен в 1867 году во времена Османской империи.
Во время геноцида армян в 1915 году город и окружавшая его пустыня были выбраны младотурецким правительством в качестве основного места сбора депортируемых, где погибло множество армян. Здесь существовал Дейр-эз-Зорский концентрационный лагерь.
Франция оккупировала город в 1921 году и разместила в нём крупный военный гарнизон. В начале 1920-х французы построили подвесной мост через Евфрат.
В 1946 году город стал частью независимой Сирии.

### Гражданская война в Сирии
Значительным разрушениям город подвергся в ходе гражданской войны в Сирии.
Массовые проявления недовольства в Дейр-эз-Зоре, как и на остальной территории Сирии, вспыхнули в марте 2011 года. Широкомасштабные столкновения между правительственными силами и их противниками начались после того, как в конце июля 2011 года президент Башар Асад приказал ввести армейские подразделения в ряд городов, включая Дейр-эз-Зор, с целью восстановления контроля над ситуацией. Ввод войск и последовавшие репрессии против участников протестов привели к кровопролитию и началу вооружённого сопротивления противников правящего режима — разрозненных отрядов так называемой Свободной сирийской армии и местных племенных формирований. Летом 2012 года повстанцы взяли под свой контроль бо́льшую часть территории провинции и вели бои с правительственными силами за овладение основными городами. В этот период также заметно усилила свою активность экстремистская джихадистская группировка Джабхат ан-Нусра. Овладев территорией провинции, различные повстанческие группировки, включая «Фронт ан-Нусра», начали воевать друг с другом за контроль над нефтяными месторождениями этой провинции.
Возникшей междоусобицей воспользовалась террористическая группировка Исламское государство Ирак. С 2013 года её формирования начали проникновение в регион. В апреле 2014 года вооружённые отряды ИГИЛ развернули массированное наступление, вытеснив Джабхат ан-Нусру и Свободную сирийскую армию со всех занятых ими территорий провинции. Дейр-эз-Зор стал экономическим и политическим центром самопровозглашённого халифата джихадистов.
В конце 2013 года оборону города возглавил генерал-майор Иссам Захреддин. Войска ИГИЛ перерезали шоссе Дайр-эз-Заур — Пальмира — Дамаск через Сирийскую пустыню. В течение трёх с лишним лет сирийский военный гарнизон Дайр-эз-Зора находился в осаде, получая помощь и подкрепления исключительно по «воздушному мосту», в связи с чем город получил прозвище «Сирийский блокадный Ленинград». Согласно оценкам, приводившимся в ноябре 2016 года, за пять лет с начала вооружённых столкновений на территории города правительственные силы потеряли убитыми около 2500 человек, антиправительственные формирования — около трёх тысяч. Правительственные силы на тот период удерживали под своим контролем 40 % территории города с населением около 100 тысяч и военный аэродром — ключевой объект жизнеобеспечения города, формирования ИГИЛ — остальную территорию города с населением около 50 тысяч.
С конца 2015 года гуманитарную и военную помощь осаждённым оказывали российские военные.
5 сентября 2017 года сирийскими правительственными войсками при поддержке ВКС РФ был осуществлён прорыв блокады. Решающее значение в ходе битвы за Дейр-эз-Зор имела российская авиационная поддержка. 3 ноября 2017 года город полностью освобождён от формирований ИГ.
В конце 2024 года в ходе масштабного наступления сил сирийской оппозиции поддерживаемые Россией войска Башара Асада начали стремительно отступать по всем фронтам. 6 декабря курдские формирования из числа СДС заняли город Дайр-эз-Заур. После окончательного падения режима Башара Асада и город перешёл под контроль сил сирийской оппозиции.

## Достопримечательности
В городе имеется местный музей, Арабский культурный центр, а также высшие учебные заведения (факультеты): сельского хозяйства, естественных наук, искусства и гуманитарных наук, педагогический, юридический и медицинский, а также профессионально-технические училища. 
Издаётся местная ежедневная газета Аль-Фурат (Евфрат).
В окрестностях города расположены нефтяные месторождения, на окраине города — аэродром совместного базирования (код IATA: DEZ).

## Промышленность
Центр сельскохозяйственного района, где развито скотоводство, зерновое растениеводство и выращивание хлопка.
После открытия лёгкой нефти в Сирийской пустыне город стал центром нефтедобывающей промышленности в Сирии, вокруг расположены нефтяные поля и скважины. Рядом с городом ведётся разработка соли.
В городе развита туристическая инфраструктура: рестораны на берегу реки, гостиницы до пяти звёзд (Фурат-эш-Шам и Бадият-эш-Шам), транспортный узел для путешествий через пустыню.
Крупнейшая военная база США в Сирии (месторождение «Аль-Омар», четверть всей сирийской нефти).

## В культуре
В 10 главе романа Туманность Андромеды (1957) в «Дейр эз Зоре», на окраине Сирийской пустыни расположена «база спиролетов технико-медицинской помощи».

## Известные уроженцы
- Хиджаб, Рияд Фарид — бывший премьер-министр Сирии.